# 내 미국 삼촌
《내 미국 삼촌》(프랑스어: Mon oncle d'Amérique, 영어: My American Uncle)은 1980년 개봉한 프랑스의 SF 영화이다. 알랭 레네가 감독을 맡았다. 제33회 칸 영화제(1980) 심사위원 대상 수상작이다.

## 출연

### 주연
- 제라르 드빠르디유
- 니콜 가르시아
- 로제 삐에르

### 조연
- 넬리 보르게우드
- 삐에르 아르디티
- 제라르 다리외
- 필립 로덴바흐

## 기타
- 미술: 자크 솔니에
- 의상: 캐서린 레터리어